# Bloqueador de ar
O bloqueador de ar  é uma peça que impede a passagem de ar que pode estar presente em redes de abastecimento de água. Seu objetivo seria teoricamente reduzir a conta de água, ao impedir que o ar que pode chegar pelas tubulaçòes das concessionarias de água seja registrado pelo hidrômetro.